# Katie St. Ives
Katie St. Ives (Sherman Oaks, California; 19 de diciembre de 1988) es una actriz pornográfica estadounidense.

## Biografía
Katie St. Ives, nombre artístico de Zoey Noel Davis, nació en la ciudad de Sherman Oaks, en el Valle de San Fernando (California), hija de padre con ascendencia cubana y alemana y madre cubana. Antes de ser actriz trabajó de reponedora en supermercados como Gelson's Supermarket y Whole Foods Market, de cajera en Target, de camarera, así como de teleoperadora. Tuvo planes de estudiar cocina, cosmetología o fotografía, pero ninguna de ellas se materializó.
Entró en la industria pornográfica en enero de 2009, a los 21 años de edad, cuando trabajaba como camarera y encontró el anuncio de un casting para actrices, lo que podría suponerle un sobresueldo a su trabajo. Su primera escena de sexo fue en la película POV Pervert 11 de Mike John.
Algunas de sus primeras películas fueron Belladonna's Fuck Face, Mike John's Jerk Off Material 3, Sperm Receptacles 5 o Phat Ass White Booty 5.
Desde sus comienzos, ha trabajado para principales estudios del sector como Evil Angel, Burning Angel, Brazzers, Kick Ass Pictures, Digital Sin, Jules Jordan Video o Naughty America.
En 2010 rodó la película Big Wet Asses 17. Fue la primera escena de sexo anal tanto para St. Ives como para su compañera de reparto Jayden Jaymes.
Ese mismo año recibió su primera nominación en los Premios AVN a la Mejor escena POV de sexo por Jerkoff Material 3. En 2011 volvió a ser nominada tanto en los Premios AVN a Mejor actriz revelación como en los XBIZ. Desde entonces, ha recibido numerosos premios y nominaciones en diversos certámenes de la industria.
En relación con los AVN, también ha estado nominada, por ejemplo, en 2013 en la categoría de Mejor escena de masturbación por I Love Big Toys 35; en 2014 a la Mejor escena de sexo oral por Sperm Receptacles 6; o en 2015 a la Mejor escena de sexo en grupo por Private Lives.
También ha trabajado en películas de temática transexual con las actrices Sarina Valentina, Venus Lux y Foxxy.
Otros títulos de su filmografía son American She-Male X 3, Attention Whores, Brides Maids XXX, Crowd Control, I Swallow 3 Interracial Gloryhole Initiations, Nymphos, Pop Goes the Cherry o Racially Motivated 3.
Ha rodado más de 440 películas como actriz.

## Premios y nominaciones
| Año  | Ceremonia                   | Resultado | Premio                                   | Trabajo                              |
| ---- | --------------------------- | --------- | ---------------------------------------- | ------------------------------------ |
| 2010 | Premios AVN                 | Nominada  | Mejor escena POV de sexo                 | Jerkoff Material 3                   |
| 2011 | Premios AVN                 | Nominada  | Mejor actriz revelación                  | —                                    |
| 2011 | Premios AVN                 | Nominada  | Mejor escena POV de sexo                 | Fucked on Sight 8                    |
| 2011 | Premios XBIZ                | Nominada  | Mejor actriz revelación                  | —                                    |
| 2012 | Premios AVN                 | Nominada  | Mejor escena de sexo chico/chica         | Party Girls                          |
| 2012 | Tranny Awards               | Nominada  | Mejor escena de sexo                     | Next She-Male Idol 5                 |
| 2013 | Premios AVN                 | Nominada  | Mejor escena de masturbación             | I Love Big Toys 35                   |
| 2013 | Tranny Awards               | Nominada  | Mejor actuación no transexual            | —                                    |
| 2013 | Sex Awards                  | Nominada  | Mejor cuerpo porno                       | —                                    |
| 2013 | Sex Awards                  | Nominada  | Actriz porno del año                     | —                                    |
| 2013 | Spank Bank Awards           | Nominada  | Cock Crazed Cumaholic of the Year        | —                                    |
| 2013 | Spank Bank Awards           | Nominada  | Most Photogenic                          | —                                    |
| 2013 | Spank Bank Technical Awards | Ganadora  | Best Blowjob Eyes                        | —                                    |
| 2013 | Spank Bank Technical Awards | Ganadora  | Penis Pixie                              | —                                    |
| 2013 | Spank Bank Technical Awards | Ganadora  | Sexiest Tattoed Slut                     | —                                    |
| 2014 | Premios AVN                 | Nominada  | Mejor escena de sexo oral                | Sperm Receptacles 6                  |
| 2014 | Spank Bank Awards           | Nominada  | Cocksucker of the Year                   | —                                    |
| 2014 | Spank Bank Awards           | Nominada  | The Contessa of Cum                      | —                                    |
| 2014 | Spank Bank Awards           | Nominada  | Sexiest Woman Alive                      | —                                    |
| 2014 | Spank Bank Awards           | Nominada  | The Girl Next Door... Only Better        | —                                    |
| 2014 | Spank Bank Awards           | Nominada  | Most Underrated Slut                     | —                                    |
| 2015 | Premios AVN                 | Nominada  | Mejor escena de sexo en grupo            | Private Lives                        |
| 2015 | Premios AVN                 | Nominada  | Premio fan: Culo más caliente            | —                                    |
| 2015 | Premios XBIZ                | Nominada  | Mejor escena de sexo en película parodia | Snow White XXX: An Axel Braun Parody |
| 2016 | Spank Bank Awards           | Nominada  | Best 'Come Fuck Me' Eyes                 | —                                    |